# Puzicze
Puzicze (biał. Пузічы; ros. Пузичи) – wieś na Białorusi, w obwodzie mińskim, w rejonie soligorskim, w sielsowiecie Chorostów.
W dwudziestoleciu międzywojennym leżały w Polsce, w województwie poleskim, w powiecie łuninieckim, w gminie Lenin (Sosnkowicze), w pobliżu granicy ze Związkiem Sowieckim. Przy wsi znajdował się dwór Puzicze Stare. Mieściła się tutaj erygowana w 1905 i obecnie nieistniejąca rzymskokatolicka parafia św. Anny w Puziczach, należąca do dekanatu Łuniniec diecezji pińskiej. Jej administratorem podczas II wojny światowej był ks. Wilhelm Kubsz.